# Lilian Lindsay

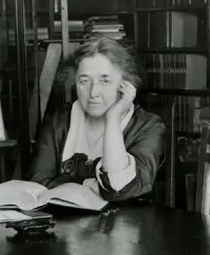
Lilian Lindsay, 1920

Lilian Lindsay, geb. Murray, CBE (* 24. Juli 1871 in Holloway, Vereinigtes Königreich; † 31. Januar 1960 in Surrey, England) war eine britische Zahnärztin, Bibliothekarin und Autorin. Sie war die erste qualifizierte britische Zahnärztin und die erste Präsidentin der British Dental Association.

## Leben und Werk

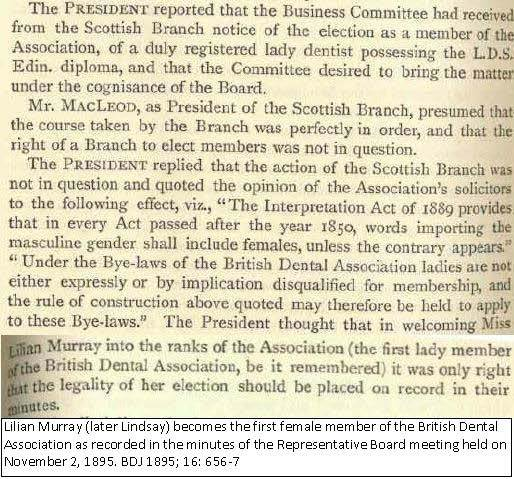
Dies ist der relevante Teil der Vorstandssitzung der British Dental Association, in der Lilian Murray (später Lindsay) als erstes weibliches Mitglied bestätigt wird. Es handelt sich um einen Auszug aus dem BDJ, 1895.

Lindsay war das dritte von elf Kindern des Organisten James Robertson Murray und seiner Ehefrau Margaret Amelia Bennett. Sie besuchte die Camden School for Girls und von 1887 bis 1889 die North London Collegiate School. Am 3. August 1889 meldete sie sich als Zahnmedizinstudentin beim General Medical Council an, nachdem sie eine dreijährige Ausbildung bei einem Zahnarzt begonnen hatte. Am 1. Oktober 1892 wurde ihr die Zulassung in London verweigert und sie trat in die Edinburgh Dental School ein. Während ihrer Zeit in Edinburgh gewann sie 1894 die Wilson-Medaille für Zahnchirurgie und Pathologie und die Medaille für Materia Medica und Therapeutik. Sie schloss 1895 ihr Studium mit LDS (Hons), RCS Ed. ab und war damit die erste Frau mit einem britischen Abschluss in Zahnmedizin.
Sie kehrte 1895 nach London zurück, um bis 1905 dort zu arbeiten, um ihre Schulden zu begleichen. 1905 heiratete sie den Zahnarzt Robert Lindsay in West Holloway und praktizierte mit ihrem Mann in Edinburgh. Hier blieben sie, bis ihr Ehemann 1920 erster Sekretär der British Dental Association (BDA) wurde und sie in London in eine Wohnung über dem Hauptsitz der British Dental Association am Russell Square 23 zogen. Sie wurde von der BDA mit dem Aufbau einer Fachbibliothek beauftragt. Von 1921 bis 1951 vergrößerte sie die Bibliothek der Vereinigung von 360 auf 10.000 Bücher und blieb bis 1946 ehrenamtliche Bibliothekarin. Während des Blitzkriegs in London weigerte sie sich die Bibliothek und ihre Arbeit dort zu verlassen.
Nach dem Tod ihres Mannes 1930 war sie von 1931 bis 1951 Mitherausgeberin des British Dental Journal, 1933 die erste weibliche Zweigstellenpräsidentin und 1946 die erste Präsidentin der Vereinigung. Sie wurde 1947 zum Fellow für Zahnchirurgie des Royal College of Surgeons of England gewählt, erhielt 1959 die Colyer-Goldmedaille und den HDD und ein Ehrenstipendium für Zahnchirurgie vom Royal College of Surgeons von Edinburgh. Die University of Durham verlieh ihr 1939 einen MDS. Sie war Präsidentin oder Ehrenmitglied zahlreicher renommierter Fachgesellschaften und wurde 1950 Vizepräsidentin der Johnson Society. Nach ihrem Tod trug die BDA-Bibliothek viele Jahre lang ihren Namen und der Lindsay Club, später Lindsay Society for the History of Dentistry, wurde 1962 zu ihrem Andenken gegründet.
Sie veröffentlichte mehr als 60 Aufsätze, davon 28 zu historischen Aspekten der Zahnheilkunde, 1933 eine Short History of Dentistry, 1924 die Einleitung zum Nachdruck von Charles Allens Curious Observations on the Teeth of 1687 und 1946 die erste Übersetzung ins Englische der zweiten Auflage von Pierre Fauchards Le chirurgien Dentiste von 1746. Unveröffentlicht waren überwiegend aus dem Deutschen stammende Übersetzungen von zwei Büchern und 112 wissenschaftliche Arbeiten.
Lindsay lebte die letzten Jahre ihres Lebens in Orford (Suffolk). Sie starb 1960 im Alter von 88 Jahren in Surrey.

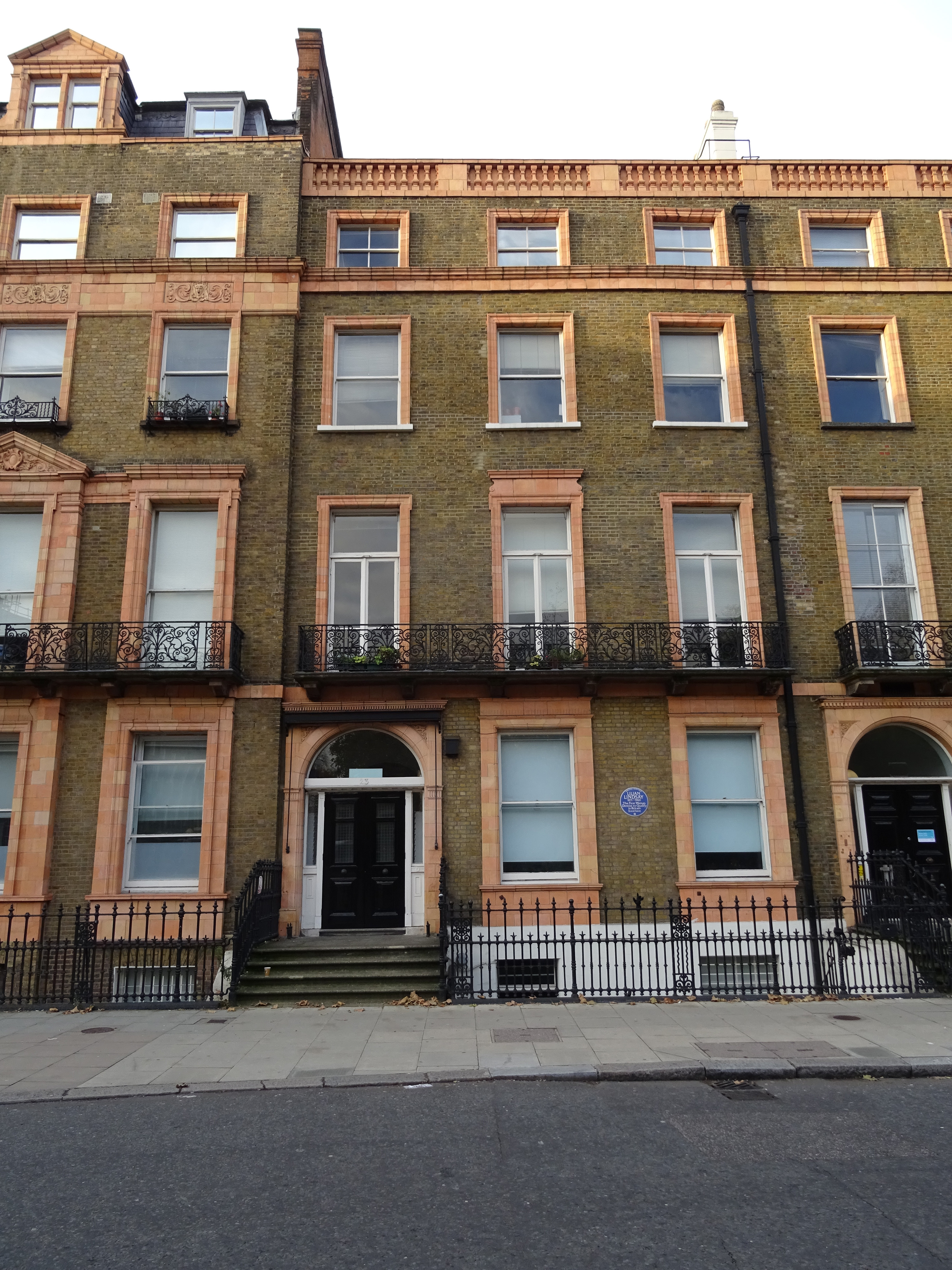
Wohngebäude von Lilian Lindsay, 23 Russell Square, Bloomsbury, London, WC1H 0XG

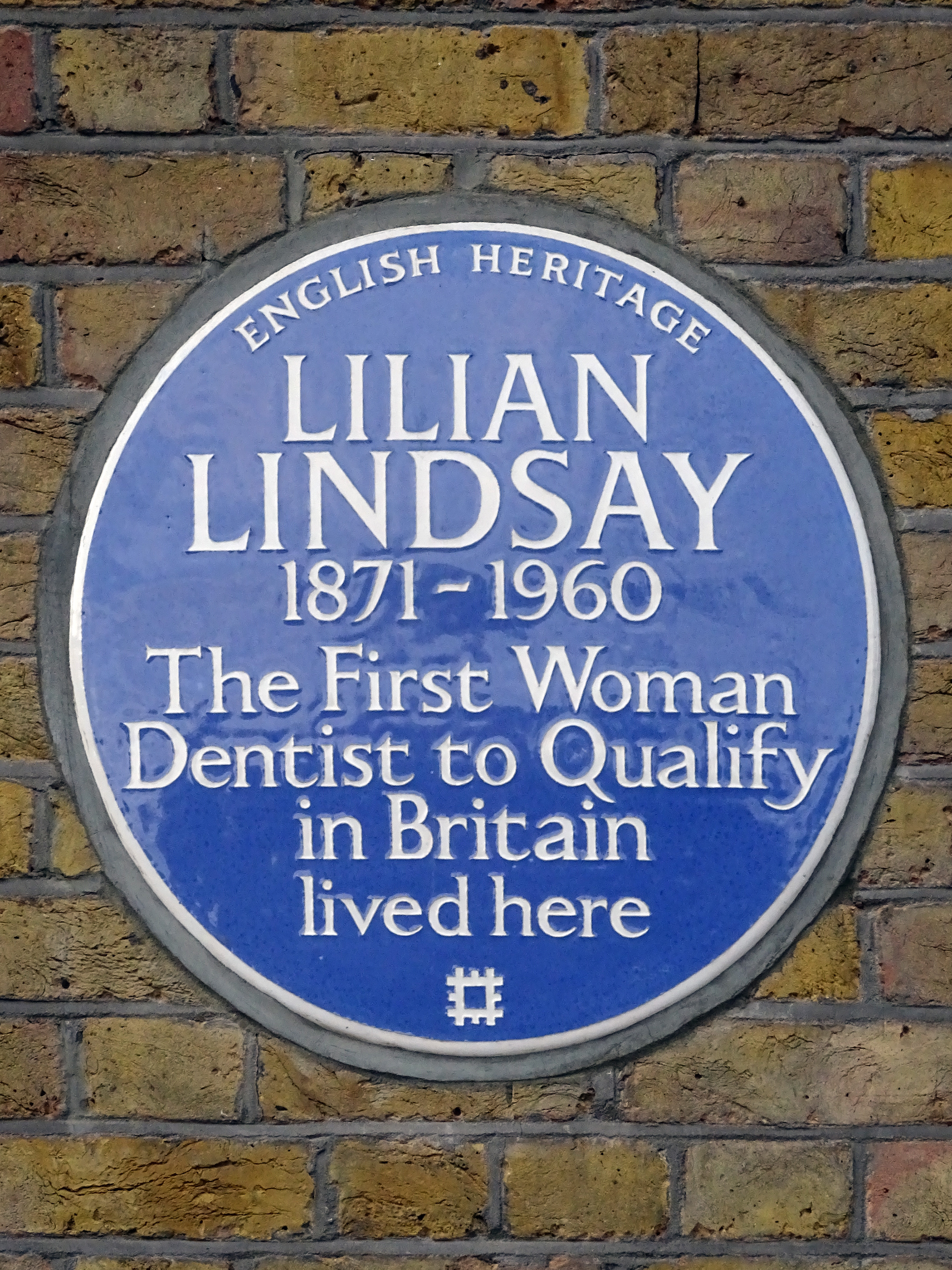
Blue Plaque, angebracht 2019 am 23 Russell Square, Bloomsbury, London, WC1H 0XG, London Borough of Camden. Die Gedenktafel wurde ursprünglich 2013 an der Adresse 3 Hungerford Road, Holloway, N7 9LA in Islington angebracht. Nach dem Abriss des Hungerford Road-Geländes wurde sie 2019 an der heutigen Adresse wieder aufgehängt.

## Ehrungen (Auswahl)
- 1945: John-Tomes-Preis, Royal College of Surgeons of England[4]
- 1946: Ehrendoktorwürde der University of Edinburgh
- Commander of the Order of the British Empire (CBE)[5]
- 1959: Colyer-Goldmedaille
- Fellow of the Society of Antiquaries
- Die BDA-Bibliothek wurde Robert and Lilian Lindsay Library genannt.[6]
- 2013: Würdigung mit einer Blue Plaque an der 3 Hungerford Road in Islington[7][8][9]